# クエスト (物語)

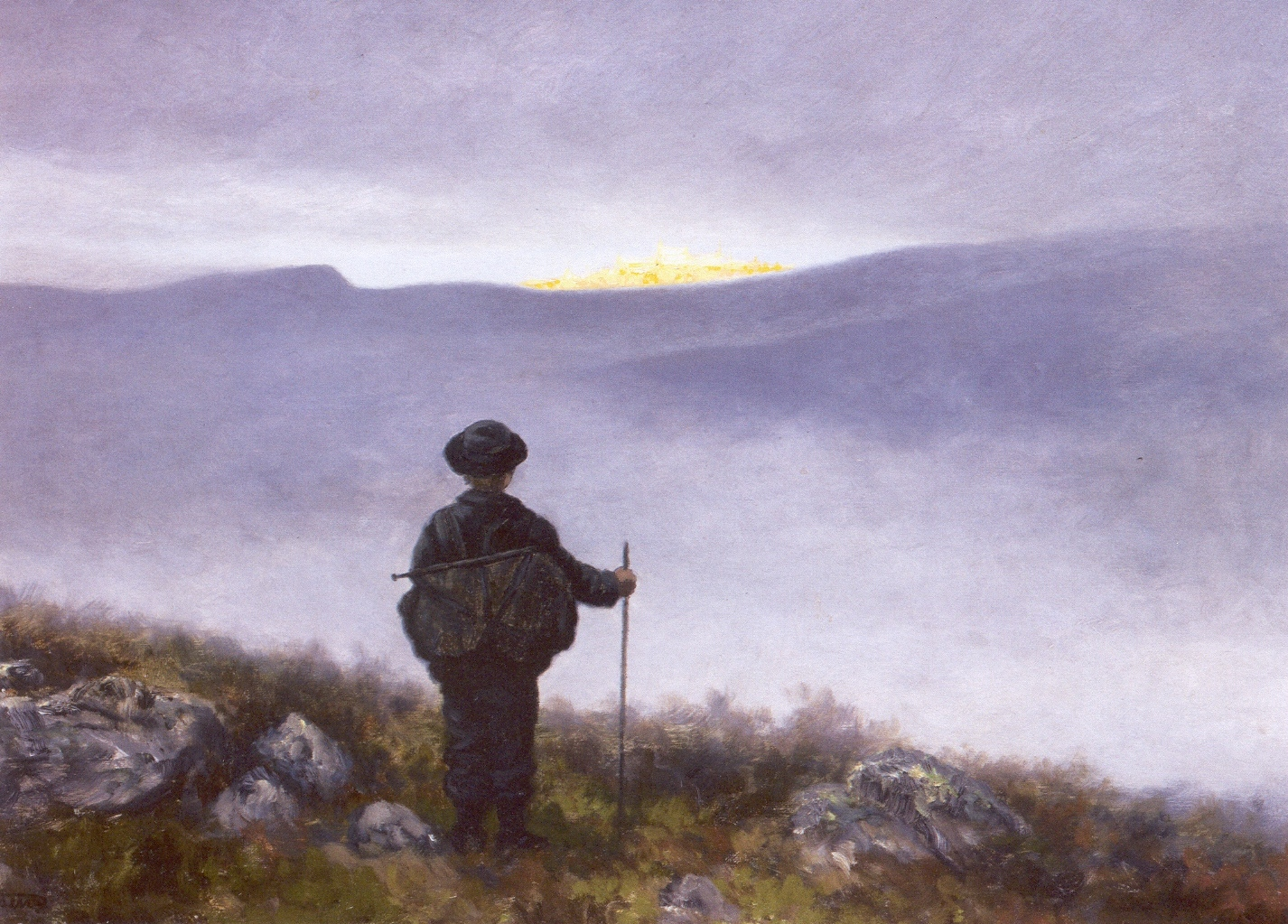
テオドール・キッテルセン作の『ソリア・モリア』：主人公が自分のクエストの終わりを垣間見る。

クエスト（冒険、探求）とは、特定の使命や目的のために行われる旅のことを指す。この言葉は、神話やフィクションにおいてプロット・デバイスとして用いられている。ある目的のために行われる達成困難な旅は、多くの場合、象徴的または寓話的な意味を含む。クエストを中心とする物語は、あらゆる国の民間伝承や民族文化の中で重要な位置を占めている。文学の世界では、クエストの目的を達成するために、主人公に多大な努力を要求し、多くの障害を克服しなければならない。一般的には、そのために多くの旅を必要とする。「旅」の別の側面として、旅をすることで、ストーリーテラーは物語の背景となるエキゾチックな場所や文化を紹介することができる（キャラクター自身の目的ではなく、物語そのものの目的ともいえる）。クエストの対象は超自然的な特性を持つこともあり、しばしば主人公を別の世界や次元へと導くことになる。クエスト物語の教訓は、しばしば主人公の変化した性格を中心に据えている。

## クエスト・オブジェクト

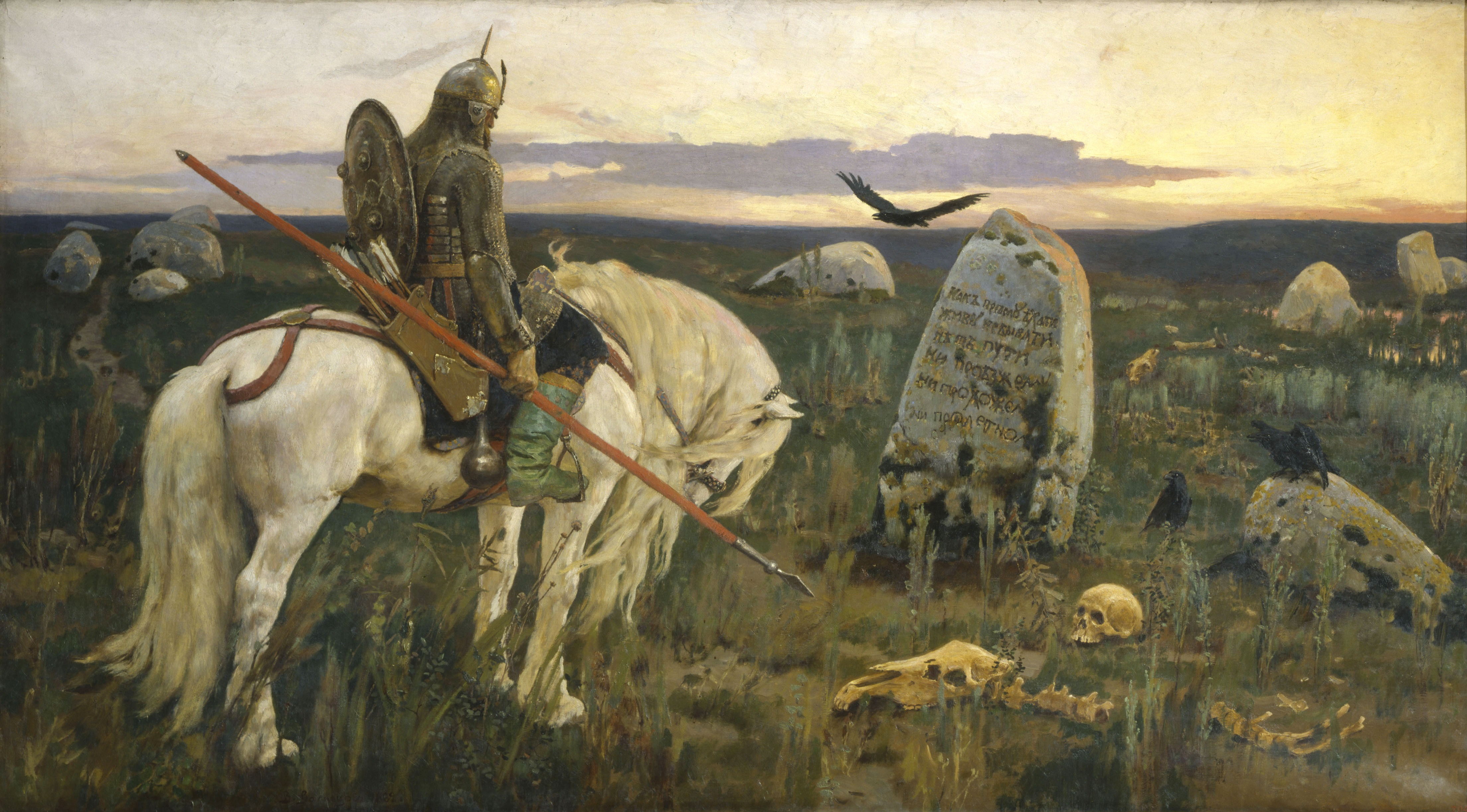
ヴィクトル・ヴァスネツォフ作『岐路に立つ騎士』

主人公は通常、クエストによって何かまたは誰かを手に入れ、このオブジェクトを持って家や故郷に帰ることを目指している。そのオブジェクトは、主人公の人生に欠けているものを満たす新しい何かであったり、主人公や主人公を派遣する権限を持つ者から盗まれたものであったりする。
クエスト物語には、主人公がオブジェクトを手にして戻ることを望んでいない場合もある。ガラハッド卿の聖杯探しは、聖杯を見つけることが目的であって、聖杯を持って帰ることが目的ではない。また、戻ることが不可能な場合もある。ウェルギリウスの『アエネーイス』の冒頭でトロイを失ったアイネイアースは、故郷を求め放浪の旅を続けていたが、トロイに戻ってトロイを再建するのではなく、イタリアに定住した（ローマ人の祖先になった）のであった。
また、ジョーぜフ・キャンベルがクエスト文学の批判的分析である『千の顔を持つ英雄』の中で述べているように、主人公が冒険の終わりに戻ってきたとしても、自分になりすまそうとする英雄の偽者に出くわすかもしれないし、主人公が帰還後に受ける最初の反応はその帰還を拒絶するものかもしれない。
誰かが主人公をクエストに派遣した場合、その理由が偽りで、派遣者は実際には主人公の死を願って、あるいは一時的に主人公を現場から遠ざけるために（その主張が誠実な理由からである場合も）、困難なクエストに彼を派遣する可能性がある。ただし、このような物語は通常、派遣者の正体が暴かれ、罰せられることで終わりを迎える。このような偽の目的を持つ物語には、イアーソーンとペルセウスの伝説、おとぎ話『踊る水、歌うリンゴ、そして話す鳥』、『行くを知らず、来るを知らず』、J・R・R・トールキンの『シルマリルの物語』に登場するベレンとルーシエンの物語などがある。
実際のところ、クエスト・オブジェクトは、主人公の旅の都合の良い理由としてしか機能しない可能性がある。そのようなオブジェクトはマクガフィンと呼ばれている。主人公がいくつかのオブジェクトを求めて旅をしていても、それが旅の都合の良い理由でしかない場合、それらはプロットクーポンと呼ばれる。

## 文芸分析
ジョーゼフ・キャンベルが記した「モノミス」の中で、「英雄の旅」という形のクエストが中心的な役割を果たしている。すなわち、主人公は日常の世界から、冒険や試練、魔法の報酬といったものがあふれる世界へと旅立ち、ほとんどの場合、クエストでは、輝く鎧をまとった騎士が美しい乙女や王女の心をつかみことになる。

## 歴史的な例
初期のクエストストーリーは、エンキドゥの死後、永遠の命の秘密を追い求めるギルガメシュの物語で、エメラルドの探索などが行われている。
もう一つの古代の冒険物語であるホメロスの『オデュッセイア』は、神々に呪われて何年も放浪し苦しむことになったオデュッセウスが、アテナがオリンポスの神々を説得して故郷に戻るまでを描いたものである。『アルゴナウティカ』では、イアーソーンとアルゴナウタイの旅の目的は、金羊毛を取り戻すことであった。また、クピードーを失ったプシューケーは、彼を探し求めて世界中を旅し、ウェヌスから冥界へ降りることなどの課題を与えられた。
おとぎ話の多くは、主人公やヒロインが以下のようなクエストに出る姿を描いている。
- ヒロインが夫を探す『太陽の東 月の西』
- ヒロインが変身した兄弟を探す『七羽のからす』
- 『こわがることをおぼえるために旅にでかけた男』
- 王子が父のために黄金の鳥を探しに行く『黄金の鳥』

他のキャラクターは、「富や繁栄、成功といったものを求める」という明確な目的もなく旅に出たり、自ら出発するのではなく追い出されたりするが、途中で何か助けになりそうなことを知ったことで、目的のない放浪から明確な目的を持ったクエストへと旅を変えていくことになる。主人公の兄のように、他のキャラクターがクエストに出発することもあるが、他のキャラクターのクエストの結末と違って主人公は成功することで区別される。

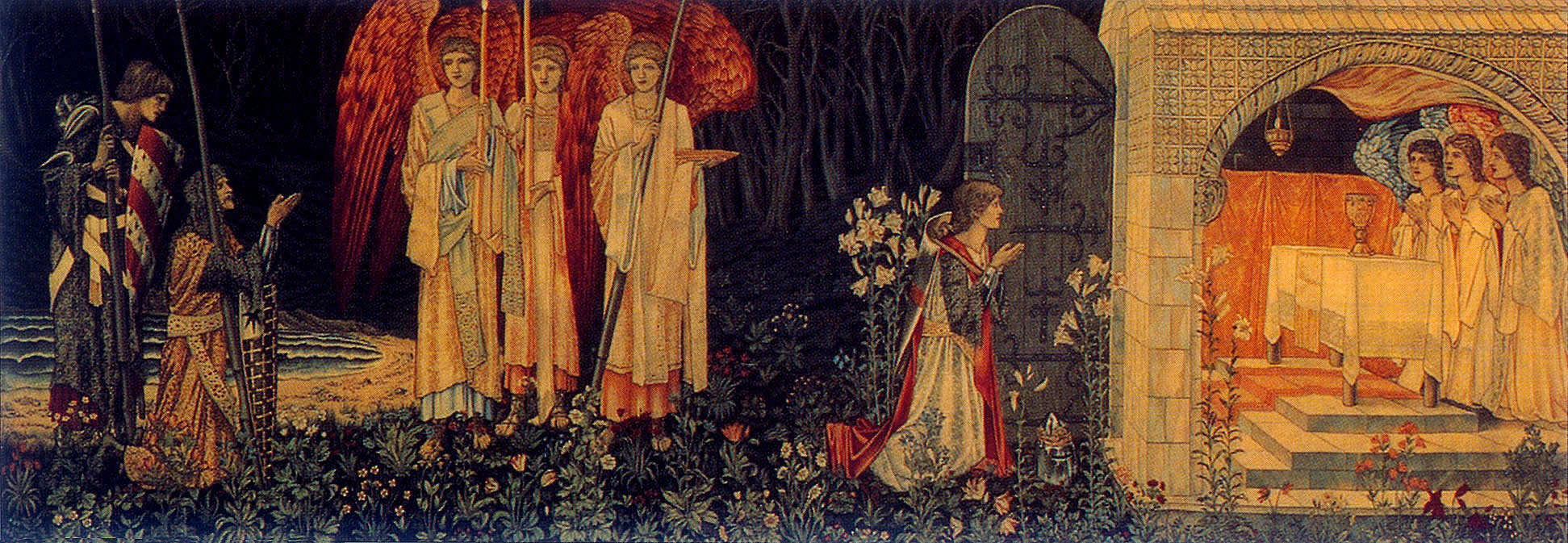
ウィリアム・モリス作の『Vision of the Holy Grail』（1890）

中世のロマンスでは、騎士がクエストに出るものが多かった。「errant」は「roving（流浪）」や「wandering（放浪）」を意味するので、「Knight-errant（遍歴の騎士）」という言葉はここから生まれた。トマス・マロリー卿は『アーサー王の死』に多くの騎士を登場させた。おそらく西洋文学の中で最も有名なものは、アーサー王伝説の「聖杯」を中心とした作品群である。この物語サイクルでは、複数のクエストが複数のバリエーションで語られ、パーシヴァル（ヴォルフラム・フォン・エッシェンバッハの『パルチヴァール』）やガラハッド卿（『聖杯の探索（Queste del Saint Graal）ランスロ＝聖杯サイクル』）のように成功した英雄と、ランスロット卿のように失敗した英雄の両方が語られる。これにより、彼らはしばしば当惑させる森の中に送り込まれる。森には道がないと言われているにもかかわらず、騎士たちの前には何度も分岐点や十字路が現れ、迷宮のように複雑に入り組んでいる。彼らが遭遇する分岐点や十字路の意味は、賢者として振る舞う隠者たちによって、特に聖杯を探している騎士たちに対して説明されることが多い。しかし、その危険性と誤りの可能性にもかかわらず、そのような森は、騎士が自分の探求の終わりを得ることができる場所であり、騎士が立派になるための場所でもある。あるロマンスでは、ランスロット卿が聖杯を求めて旅立つ際に、乙女が「森のように緑と生命にエネルギーを与える」聖杯探索を促している。
ミゲル・デ・セルバンテスは、騎士道物語のパロディとして、ドン・キホーテに冒険の真似事をさせたほどであった。そのため、ドン・キホーテは愚か者の代名詞にまでなったが、今でも騎士道の英雄であり続けている。

## 現代文学
クエストは近代文学にも受け継がれている。分析すれば、多くの（おそらくほとんどの）物語は、主人公が自分の望む何かを求めているというクエストとして解釈できるが、何かを求めて旅をするという文字通りの構造自体は、今でもよく見られる。サミュエル・ジョンソンの『Rasselas』や、『オズの魔法使い』で、ドロシー、かかし、ブリキの木こり、臆病なライオンが、それぞれカンザスへの帰る方法、頭脳、心、勇気を求めて旅をする など、ファンタジー文学にはクエストがよく登場する。また、リック・ライアダンのファンタジー作品『パーシー・ジャクソンとオリンポスの神々』、『オリンポスの神々と7人の英雄』、『ケイン・クロニクル』や、スティーヴン・キングとピーター・ストラウブのダーク・ファンタジー小説『タリスマン』などで、クエストは大きな役割を果たしている。
現代文学でおなじみのクエストといえば、『指輪物語』に登場するフロド・バギンズの「一つの指輪」を破壊する冒険である。J・R・R・トールキンは、「一つの指輪」、その恐ろしく強大な力、それを破壊する唯一の方法である困難な方法、そしてそれを持つ者に与える精神的・心理的な苦痛、これらすべての要素を用いて、壮大で超自然的な戦争を背景に、友情と誘惑との内面的な闘いの意義深い物語を描いている。
『ライ麦畑でつかまえて』は、ホールデンが目に見えるものではなく、目的意識や理由を探し求めることを描いた冒険物語だと考えることもできる。
しかし、作家の中には、クエストの対象である以上の重要性を持たないアイテムのために、恣意的なクエストを考案することがある。このようなアイテムはマクガフィンと呼ばれ、単にクエストを比較するために使われることもあるが、必ずしも軽蔑的な言葉ではない。また、作家は、キャラクターがそのアイテムが自分の助けになることに気づかされるのではなく、理由を述べたうえでそれを定めた予言の意味することによって、これらのアイテムを求めるように動機づけることもある。

## 参照
- モノミス
- ウラジーミル・プロップ、民話の形態